# Soap Lake
Soap Lake az Amerikai Egyesült Államok északnyugati részén, Washington állam Grant megyéjében elhelyezkedő város. A 2010. évi népszámlálási adatok alapján 1514 lakosa van.

## Történet
A település nevének kiválasztása két rivális csoport vitájához vezetett; az egyik csoport a helységet 1905-ben Siloamnak, míg a másik 1908-ban Cottage Citynek keresztelte. A Soap Lake az indián „Smokiam” kifejezésből ered, melynek jelentése „gyógyító vizek”. Az őslakosok szerint a vizek rájuk és az állataikra is gyógyító hatással vannak.
Soap Lake 1919. június 9-én kapott városi rangot.

## Éghajlat
| Hónap                         | Jan.  | Feb.  | Már.  | Ápr. | Máj. | Jún. | Júl. | Aug. | Szep. | Okt.  | Nov.  | Dec.  | Év    |
| ----------------------------- | ----- | ----- | ----- | ---- | ---- | ---- | ---- | ---- | ----- | ----- | ----- | ----- | ----- |
| Rekord max. hőmérséklet (°C)  | 16,1  | 17,8  | 23,9  | 34,4 | 38,3 | 42,8 | 42,8 | 46,1 | 41,1  | 31,1  | 22,2  | 17,2  | 46,1  |
| Átlagos max. hőmérséklet (°C) | 1,7   | 6,1   | 12,2  | 17,2 | 22,2 | 26,7 | 31,1 | 30,6 | 25,6  | 16,7  | 7,2   | 0,6   | 16,5  |
| Átlagos min. hőmérséklet (°C) | −5,6  | −3,3  | 0,0   | 3,3  | 7,8  | 12,2 | 15,6 | 15,0 | 10,0  | 3,9   | −1,7  | −6,1  | 4,3   |
| Rekord min. hőmérséklet (°C)  | −30,0 | −31,1 | −16,7 | −6,1 | −1,7 | 0,6  | 4,4  | 2,2  | −2,2  | −13,3 | −25,6 | −29,4 | −31,1 |
| Átl. csapadékmennyiség (mm)   | 23    | 20    | 17    | 12   | 17   | 15   | 10   | 5    | 9     | 13    | 27    | 32    | 200   |
| Forrás: The Weather Channel   |       |       |       |      |      |      |      |      |       |       |       |       |       |

## Népesség
A 2010-es népszámláláskor a városnak 1514 lakója, 740 háztartása és 350 családja volt. A népsűrűség 380,4 fő/km2. A lakóegységek száma 977, sűrűségük 245,5 db/km2. A lakosok 86%-a fehér, 1%-a afroamerikai, 1,9%-a indián, 0,6%-a ázsiai,  7,7%-a egyéb, 2,8%-a pedig kettő vagy több etnikumú. 
A háztartások 20,3%-ában élt 18 évnél fiatalabb. 33,2% házas, 10,1% egyedülálló nő, 3,9% egyedülálló férfi, 52,7% pedig nem család. 44,5% egyedül élt; 16,1%-uk 65 éves vagy idősebb. Egy háztartásban átlagosan 1,99 személy élt; a családok átlagmérete 2,79 fő.
A medián életkor 48,8 év volt. A város lakóinak 19%-a 18 évesnél fiatalabb, 8,5% 18 és 24 év közötti, 18%-uk 25 és 44 év közötti, 30,4%-uk 45 és 64 év közötti, 24,2%-uk pedig 65 éves vagy idősebb. A lakosok 48,9%-a férfi, 51,1%-a pedig nő.

## Fordítás
Ez a szócikk részben vagy egészben  a   Soap Lake, Washington című angol Wikipédia-szócikk ezen változatának fordításán alapul.  Az eredeti cikk szerkesztőit annak laptörténete sorolja fel. Ez a jelzés csupán a megfogalmazás eredetét és a szerzői jogokat jelzi, nem szolgál a cikkben szereplő információk forrásmegjelöléseként.